# Sillat
Sillat è una canzone del rapper finlandese Cheek tratto dall'album Alpha Omega.
Il brano è entrato nelle classifiche finlandesi nella 43ª settimana del 2015 raggiungendo la prima posizione nella classifica dei brani più venduti.

## Tracce
1. Sillat (feat. Ilta) – 4:06

## Classifiche
| Classifica (2015)    | Posizione massima |
| -------------------- | ----------------- |
| Finlandia            | 1                 |
| Finlandia (download) | 3                 |
| Finlandia (radio)    | 30                |